# Hertog Jan Karakter
Hertog Jan Karakter is een Nederlands bier van hoge gisting.
Het bier wordt gebrouwen in de Hertog Jan Brouwerij te Arcen.
Het is een roodkoper bier met een alcoholpercentage van 7,5%.
Het bier werd gelanceerd in 2004. Bierliefhebbers konden kiezen welk van twee bieren vast in het assortiment zou komen. Ook de naam Karakter kwam van de kiezers.
Zoals bij alle bieren van Hertog Jan staat onderaan het etiket: "Gebrouwen ter ere van Hertog Jan van Brabant (1252-1294)".